# Pyramiden-Kofferfisch
Der Pyramiden-Kofferfisch (Tetrosomus gibbosus) lebt im Roten Meer und im tropischen Indopazifik von Ostafrika bis zum südlichen Japan, Indonesien und zum nördlichen Australien. Durch den Suezkanal ist er in das südöstliche Mittelmeer eingewandert (Lessepssche Migration). Er bevorzugt Küstenriffe und hält sich meist nahe der Riffbasis bis in Tiefen von 110 Metern über Sand- und Weichböden, Seegraswiesen und Algenfelder auf. Die einzelgängerischen Fische ernähren sich von bodenbewohnenden Wirbellosen.

## Merkmale
Charakteristisch für die Art ist der fast dreieckige Querschnitt des Körpers mit einem großen Dorn in der Mitte des Rückens und die kantigen, mit Stacheln versehenen, seitlichen Bauchleisten. Auch über den Augen befindet sich jeweils ein Stachel. Die Fische sind grau bis ockerfarben mit einigen unregelmäßigen blauen Flecken. Die polygonartigen Ränder der den Panzer bildenden Knochenplatten sind oft deutlich zu sehen. Pyramiden-Kofferfische werden 30 Zentimeter lang.
Flossenformel: Dorsale 9, Anale 9–10,